# محمد قابل
محمد قابل هو لاعب كرة قدم عراقي في مركز الدفاع ولد في يوم 9 كانون الثاني 1988، يلعب حالياً مع نادي كربلاء، كما بدأ باللعب مع منتخب العراق لكرة القدم في عام 2009.

## روابط خارجية
- محمد قابل على موقع قاعدة بيانات كرة القدم.إي يو (الإنجليزية)
- محمد قابل على موقع ناشيونال فوتبول تيمز (الإنجليزية)